# متانة البرمجيات
في هندسة البرمجيات، تعني متانة البرنامج قدرة الحل على خدمة البرامج وتلبية احتياجات المستخدم لفترة طويلة نسبيًا. متانة البرنامج مهمة لإرضاء المستخدم. لكي يكون أمان البرنامج متينًا، يجب أن يسمح للمؤسسة بتعديل البرنامج وفقًا لاحتياجات الأعمال التي تتطور باستمرار، وغالبًا بطرق دافعة.
متانة البرمجيات تعتمد على أربع خصائص بشكل رئيسي، أي موثوقية البرمجيات، الثقة البشرية لإمكانية الخدمة، واعتمادية البرمجيات وقابلية استخدامها.